# Obereopsis flavicornis
Obereopsis flavicornis là một loài bọ cánh cứng trong họ Cerambycidae.